# 푸크시아 (식물)
푸크시아(Fuchsia, 학명: Fuchsia × hybrida)는 대부분 관목이나 조그마한 나무를 이루는 속씨식물의 속이다. Fuchsia triphylla는 대략 1696~1697년에 제3차 대 안틸 제도 탐험 중 프랑스의 미님 수도자이자 식물학자였던 찰스 플뤼미에에 의해 히스파니올라의 카리브해 섬에서 발견되었다. 그는 독일의 저명한 식물학자 레온하르트 푹스(1501~1566년)의 이름을 따서 새로운 속의 이름을 짓게 되었다.
남아메리카 원산의 온실에서 재배하는 소관목으로 높이는 40-60cm이다. 전체에 검은 자줏빛이 돌고, 잎은 마주나며, 잎자루가 있고, 난형, 가장자리에 톱니가 있으며, 길이 6-10cm이다. 꽃은 가지 끝의 잎겨드랑이에 1송이씩 달리고, 밑으로 처지며, 꽃자루가 있다. 꽃받침은 긴 관 모양이고 끝이 4갈래이며 붉은색이다. 꽃잎은 4장, 꽃받침보다 짧고, 대개 홍자색, 붉은색, 또는 흰색인 것도 있으며, 수술 8개, 꽃받침통 입구에 붙고, 암술대는 길며, 꽃 밖으로 나와 있다.